# Louie Gohmert
Louis Buller Gohmert, detto Louie (Pittsburg, 18 agosto 1953), è un politico statunitense, membro della Camera dei Rappresentanti per lo stato del Texas dal 2005 al 2023.

## Biografia
Nato e cresciuto nel Texas, Gohmert si laureò in legge alla Baylor University e successivamente prestò servizio nei JAG dell'esercito, per poi divenire giudice distrettuale. Nel 1996 finì al centro di una polemica quando, in un caso di furto di moto commesso da un uomo affetto da HIV, Gohmert dispose come prescrizione per la libertà vigilata l'obbligo, da parte dell'uomo, di ottenere un consenso scritto da parte dei futuri partner sessuali in cui essi si dichiaravano consapevoli della sua sieropositività. Nel 2002 il governatore del Texas Rick Perry lo nominò temporaneamente chief justice della dodicesima corte d'appello dello stato.
Entrato in politica con il Partito Repubblicano nel 2004 si candidò alla Camera dei Rappresentanti per il seggio occupato dal deputato democratico Max Sandlin e riuscì a sconfiggerlo. Negli anni successivi venne sempre riconfermato dagli elettori.
Si ritirò dalla Camera dei rappresentanti alla fine del 117º Congresso per candidarsi infruttuosamente alla carica di procuratore generale del Texas.
Ideologicamente Gohmert è un repubblicano molto conservatore ed è stato esponente del Tea Party.